# Mohamed Kedir
Mohamed Kedir (* 18. September 1954) ist ein ehemaliger äthiopischer Langstreckenläufer.
Bei den Afrikameisterschaften 1978 und bei den Olympischen Spielen 1980 in Moskau holte er die Bronzemedaille im 10.000-Meter-Lauf.
1982 wurde er über dieselbe Distanz Afrikameister und gewann bei den Crosslauf-Weltmeisterschaften, bei denen er im Jahr zuvor Silber geholt hatte.
Bei den Weltmeisterschaften 1983 in Helsinki belegte er über 10.000 Meter den neunten Platz.